# هانتر اس. تامپسون
هانتر استاکتون تامپسون (انگلیسی: Hunter S. Thompson؛ زاده ۱۸ ژوئیهٔ ۱۹۳۷ درگذشته ۲۰ فوریهٔ ۲۰۰۵) که اغلب با نام هانتر اس. تامپسون شناخته می‌شود، روزنامه‌نگار و نویسنده اهل ایالات‌متحده‌آمریکا بود که به عنوان پایه‌گذار جنبش روزنامه‌نگاری گونزو شناخته می‌شود. او با انتشار کتاب فرشتگان جهنم: حماسهٔ عجیب‌وغریب موتورسوارانِ طاغی (۱۹۶۷) به شهرت رسید، کتابی که او بخاطر نوشتنش یک سال تمام با موتورسواران باشگاه فرشته‌های جهنم زندگی کرد و موتورسواری کرد، تا بتواند گزارش‌دست‌اولی از زندگی و تجربیات آنها تهیه کند.
استاکتون‌تامپسون در ۱۹۷۰ مجله‌ای را با خصیصه‌های غیرمتعارف ژورنالیستی به اسم دِربی کنتاکی درب و داغان است(۱۹۷۰) منتشر کرد که جستاری با سبک و سیاق نوین و اتفاقی مهم در تاریخ روزنامه‌نگاری محسوب می‌شود. انتشار این مجله سبب برجسته‌تر شدن چهرهٔ او و همچنین پادفرهنگی که مبلغش بود شد.
هانتر در سال ۱۹۷۰ در نامزدی حزبی Freak Power شهرستان پیکتین، کلورادو، برای انتخاب شدن به سِمت کلانتر شکست‌خورد؛ دوران مبارزات انتخاباتی او در فیلم-مستند قدرتِ عجیب‌الخلقه: انتخاب یا انفجار (۲۰۲۰) به تصویر کشیده شده‌است.

## اوایل زندگی
تامپسون در یک خانوادهٔ قشرِ متوسط در لوییویل، کنتاکی به‌دنیا آمد. هانتر دو برادر داشت که خود بزرگ‌ترین آنها بود و هر سه فرزندان ویرجینیااویسون‌ری(۱۹۰۸، اسپرینگفیلد، کنتاکی - ۲۰ مارس، ۱۹۹۸، لوییویل، کنتاکی) کتابدارِ ارشدِ کتابخانهٔ آزاد لوییویل و جک رابرت تامپسون (۴ سپتامبر ۱۸۹۳، هورس‌کیو، کنتاکی - ۳ ژوئیه، ۱۹۵۲، لوییویل) کارشناس بیمهٔ عمومی و همچنین کهنه‌سرباز جنگ‌جهانی‌اول، بودند. والدینش توسط یکی از همکارانِ پدرش در دانشگاه‌کنتاکی در سپتامبر ۱۹۳۴، بایکدیگر آشنا شدند و نهایتاً در ۲ نوامبر، ۱۹۳۵ ازدواج کردند. نیکلاس‌لیزارد ژورنالیستِ روزنامهٔ گاردین در ارتباط با بخش ابتدایی نام او می‌نویسد: «هانتر» ازطرفِ جدِ مادریش یعنی جان‌هانتر، جراحِ شهیرِ اسکاتلندی به او به ارث رسیده‌است؛ همچنین دربارهٔ نام و نام‌خانوادگی «استاکتون‌تامپسون» او بیشترین نسبت را با پدربزرگ و مادربزرگ مادریش یعنی، پرستلی‌استاکتون‌ری و لوسیلی‌هانتر، دارد. در دسامبر ۱۹۴۳، وقتی که تامپسون ۶ ساله بود خانواده‌اش ساکن منطقهٔ هایلندز، لوییویل در محلهٔ اعیان‌نشینِ چِرُوکی‌تراینگل بودند.
در ۳ ژوئیه، ۱۹۵۲، وقتی که تامپسون فقط ۱۴ سال سن داشت، پدرش بر اثر بیماری میاستنی‌گراویس در سن ۵۸ سالگی درگذشت. هانتر و دو برادرش توسط مادرشان بزرگ شدند. ویرجینیا به‌عنوان کتابدار، امرار معاش خانه‌اش را می‌کرد و می‌گویند که پس از مرگِ شوهرش دائم‌الخمر شده بود.

### تحصیلات
استاکتون‌تامپسون از سنین جوانی طرفدار ورزش و دارای روحیه‌ای ورزشکارانه بود. وی هنگام حضور در مدرسهٔ ابتدایی بُلُوم، باشگاهی باعنوان هاوکس‌اتلیتیک بنیانگذاری کرد؛ این مسئله سبب دعوت شدن او به باشگاه کَستل‌ووداتلیتیک به مقصود آموزش دادن رشته‌های‌ورزشی‌آماتور به نوجوانان این باشگاه بود. اما وی هیچگاه عضو هیچ تیمی نشد. هانتر در سپتامبر ۱۹۵۲ پیش از انتقال یافتنش به مدرسهٔ لوییویل‌میل در مدارسی چون متوسطه‌هایلند و اترنون‌هایلند، حضور داشته‌است. در همان سال هم به‌عنوان یکی از اعضای کانون ادبیات تحتِ حمایت مدرسه انتخاب می‌شود؛ که در اصل یک کانونِ ادبی-اجتماعی کهنه‌کار از سال ۱۸۶۲ است. اکثر اعضای این کانون از گروه آمریکایی‌های‌خوب (طبقه اشراف) اهل لوییویل، مانند پُرتِربایبب (سرمایه‌دار، تهیه‌کننده و نویسنده اهل آمریکا) بودند. پُرتِربایبب کسی است که به اصرار هانتراستاکتون‌تامپسون نخستین ناشر مجلهٔ رولینگ‌استون می‌شود؛ در این بُرهه، هانتر رمان مردِ زنجبیلی را از جِی. پی. دانلیوی، رمان‌نویس آمریکایی-ایرلندی می‌خواند و آن را تمجید و تحسین می‌کند.
وی به‌عنوان یکی از اعضای کانون ادبی-اجتماعی، در نوشتن مقالات و کمک به تهیه و تنظیم سالنامه اسپکتیتور، شرکت و همکاری داشت. استاکتون‌تامپسون پس از رویت‌شدن درکنار یک تبه‌کار درون ماشین، متهم به همدستی با وی و به دوماه زندان در شهرستان جفرسون،کنتاکی محکوم شد؛ به همین سبب در ۱۹۵۵ تامپسون از کانون ادبی-اجتماعی اخراج شد. وی مدت ۳۸ روز را در زندان بود و به همین دلیل آموزش‌وپرورشِ ایالات‌متحده‌آمریکا با درخواستش مبنی بر شرکت در آزمون‌های نهایی فارغ‌التحصیلی موافقت نکرد و او دیگر نمی‌توانست فارغ‌التحصیل شود. هانتراستاکتون پس از آزادیش در لیست متقاضیان خدمت در نیروی هوایی ایالات متحده آمریکا اسم‌نویسی کرد.

### سربازی
هانتر دوره آموزشی خود را در پایگاه نیروی هوایی لاکلند، در سن آنتونیو، تگزاس گذراند و سپس برای یادگیری الکترونیک، به پایگاه نیروی هوایی اسکات، در بلویل، ایلینوی انتقالی گرفت. او برای شرکت در رشتهٔ هوانوردی‌نظامی اسم‌نویسی کرد تا بتواند خلبان‌نظامی شود، اما دانشکدهٔ هوانوردی‌نظامی با درخواست‌نامه او موافقت نکرد. وی پس از آن به پایگاه نیروی هوایی اگلین در فورت والتون بیچ، فلوریدا انتقالی گرفت و در مدت زمان حضورش در اگلین، غروب‌ها به دانشگاه ایالتی فلوریدا می‌رفت. در اگلین، او با جعل تجربیاتِ دیگران اولین شغل حرفه‌ای خود را در زمینهٔ نویسندگی در جایگاه سردبیر ورزشی روزنامهٔ کامندکاریر، به دست آورد. تامپسون به‌عنوان سردبیر ورزشی، با تیم فوتبال اگلین‌ایگلز در سراسر ایالات‌متحده سفر کرد و بازی‌های آنها را پوشش داد. در اوایل سال ۱۹۵۷، او ستونی ورزشی برای پِلی‌گراُندنیوز، یک روزنامهٔ محلی در ساحلِ فورت‌والتون، فلوریدا نوشت. اما نام هانتراستاکتون‌تامپسون روی ستون نیامده بود زیرا در مقررات نیروی‌هوایی این کار ممنوع است.
سال ۱۹۵۸، هرچند وی به‌عنوان یکی از اعضای عالی‌رتبهٔ نیروی‌هوایی‌ارتش محسوب می‌شد، اما فرمانده‌ش به او معافیتِ افتخاری داد. سرهنگ ویلیام اس. ایوانز به ادارهٔ کارمندی اگلین می‌نویسد: "مخلصِ‌کلام، هانتراستاکتون‌تامپسون اگرچه نیرویی مستعد است، اما با هیچ سیاست و کیاستی نمی‌توان او را کنترل کرد، گاهی اوقات طغیان و طرز برخوردِ سرآمدِ او به دیگر نیروها سرایت می‌کند."

## آثار ترجمه شده به فارسی
دربی کنتاکی درب و داغان است | مترجم: طهورا آیتی | انتشارات: پاگرد
تولدت مبارک جک نیکلسون | مترجم: محمدرضا شکاری | انتشارات: اسم
ترس و تنفر در لاس وگاس | مترجم: حسام زاهدی | انشارات: پرسش
روزگاری پورتوریکو | مترجم: علی صنعوی | انتشارات: شمشاد